# Senador Rui Palmeira
Pour les articles homonymes, voir Senador.
Senador Rui Palmeira est une municipalité brésilienne dans l'État de l'Alagoas.